# Matías Escobar
Matías Leonardo Escobar (Rosario, Santa Fe, Argentina, 21 de abril de 1982) es un futbolista argentino. Juega de volante defensivo en Los Andes de la Primera B Nacional.
Su primer gol en Primera División se lo marcó a Quilmes jugando para Gimnasia y Esgrima La Plata en el empate 1 a 1 correspondiente a la fecha 19 del Torneo Clausura 2005. Actualmente se desempeña en el club Abasto Senior de La Plata.

## Clubes
| Club                    | País                | Año                 | PJ   | G  | Prom. |
| ----------------------- | ------------------- | ------------------- | ---- | -- | ----- |
| Gimnasia y Esgrima (LP) | Argentina           | 2003-2008           | 135  | 6  | 0,04  |
| Kayserispor             | Turquía             | 2008                | 5    | 0  | 0,00  |
| Rosario Central         | Argentina           | 2009                | 14   | 0  | 0,00  |
| Atlético Tucumán        | Argentina           | 2009                | 13   | 0  | 0,00  |
| Doxa Katokopias         | Chipre              | 2010                | 17   | 1  | 0,05  |
| Enosis Neon Paralimni   | Chipre              | 2010-2011           | +11  | 1  | ?     |
| Tigre                   | Argentina           | 2011-2013           | 42   | 2  | 0,04  |
| Boca Unidos             | Argentina           | 2013-2016           | 97   | 8  | 0,08  |
| Quilmes                 | Argentina           | 2016-2017           | 19   | 0  | 0,00  |
| Los Andes               | Argentina           | 2017-2018           | 14   | 0  | 0,00  |
| Total en su carrera     | Total en su carrera | Total en su carrera | +367 | 18 | ?     |